# Dům čp. 42 (Pecka)
Dům čp. 42 je městský zděný dům na náměstí v Pecce na Jičínsku.

## Historie
První dům na této parcele byl vybudován na konci 18. století jako roubený. Původně byl evidován pod číslem 36, od roku 1843 pak po číslem 42. V mapách stabilního katastru z roku 1841 je již zanesen na dnešním půdorysu. Na přelomu 19. a 20. století byl dům přestavěn, k další přestavbě pak došlo ve 20. letech 20. století.
Od roku 2019 je dům chráněn jako kulturní památka. V roce 2022 byl zařazen do programu regenerace městské památkové zóny 2023–26 v Pecce. Dům je aktuálně (2024) v majetku stavební společnosti, která zde sídlí, a prochází rekonstrukcí, jejímž záměrem je vrátit dům do podoby počátku 20. století.

## Architektura
Stavba na obdélníkovém půdorysu je vybudována ze smíšeného zdiva a orientována štítem do náměstí. Střecha je mansardová s polovalbou. Pod budovou je sklep s valenou klenbou z pískovcových bloků. Objekt je dvoutraktový, v zadní části byly původně chlévy, později ale byla i tato část stavby upravena pro bydlení. Během přestavby ve 20. století byl dům opatřen omítkou. Nejzdobnější je fasáda na jihovýchodní štítové straně, kde jsou nárožní lizény a okna zdobená šambránami. V tomto průčelí se také uprostřed nacházel původní vstup do objektu, ten byl však během přestavby částečně zazděn a proměněn na okno a nový vstup byl proražen na jihozápadní straně. Při této přestavbě byly také v mansardě zřízeny dvě menší obytné místnosti. Zachovalo se i několik cenných prvků v interiéru, například několikery kazetové dřevěné dveře.